# Johan Hallgren
Johan Hallgren, właśc. Carl Johan Christer Hallgren (ur. 13 kwietnia 1975) – szwedzki muzyk, kompozytor, wokalista i instrumentalista.

## Życiorys
Johan Hallgren znany jest przede wszystkim z występów w progmetalowym zespole Pain of Salvation, w którym śpiewał i grał na gitarze. Współpracował także z takimi zespołami jak: Crypt of Kerberos, Cod Lovers, Arcana, Infester oraz Stigmata Martyr.

## Dyskografia
- Cod Lovers – Pretty Things (1992, A West Side Fabrication)[3]
- Arcana – Cantar De Procella (1997, Cold Meat Industry)[4]
- Pain of Salvation – One Hour by the Concrete Lake (1998, Avalon)
- Pain of Salvation – The Perfect Element, part I (2000, InsideOut Music)
- Pain of Salvation – Remedy Lane (2002, InsideOut Music)
- Pain of Salvation – "BE" (2004, InsideOut Music)
- Crypt of Kerberos – The Macrodex of War (2005, Bleed Records)
- Pain of Salvation – scarsick (2007, InsideOut Music)
- Pain of Salvation – Road Salt One (2010, InsideOut Music)
- Pain of Salvation – Road Salt Two (2011, InsideOut Music)